# 及川奧郎
及川奧郎（日语：／ Oikawa Okurō，1896年—1970年），日本天文學家。他是在第二次世界大戰以前發現多顆小行星的日本天文學家，岩手縣人。

## 生平
及川奧郎於1920年畢業於東京帝國大學天文系，之後進入位於東京府三鷹村（今東京都三鷹市）的東京天文台擔任技師。1927到1929年間他發現了8顆小行星，並且都以日本關東地方或周圍的城市命名。1950年退休。

## 榮譽
- 小行星2667